# Carterus
Carterus is een geslacht van kevers uit de familie van de loopkevers (Carabidae). De wetenschappelijke naam van het geslacht is voor het eerst geldig gepubliceerd in 1830 door Dejean.

## Soorten
Het geslacht Carterus omvat de volgende soorten:
- Carterus angustipennis (Chaudoir, 1852)
- Carterus angustus (Menetries, 1832)
- Carterus boschi Schauberger, 1934
- Carterus cribratus (Reiche & Saulcy, 1855)
- Carterus dama (P.Rossi, 1792)
- Carterus depressus (Brulle, 1832)
- Carterus fulvipes (Latreille, 1817)
- Carterus gilvipes (Piochard De La Brulerie, 1873)
- Carterus gracilis Rambur, 1837
- Carterus interceptus Dejean, 1830
- Carterus lefebvrei (Brulle, 1832)
- Carterus microcephalus Rambur, 1837
- Carterus neglectus Wrase, 1994
- Carterus rotundicollis Rambur, 1837
- Carterus rufipes (Chaudoir, 1843)
- Carterus validiusculus Brulerie, 1873